# Die Zeit der bunten Vögel
Die Zeit der bunten Vögel (Originaltitel: Where the Heart Is) ist eine US-amerikanische Filmkomödie aus dem Jahr 1990. Regie führte John Boorman, der gemeinsam mit seiner Tochter Telsche Boorman das Drehbuch schrieb.

## Handlung
Der New Yorker Abbruchunternehmer Stewart McBain leitet ein eigenes Immobilienunternehmen. Er kennt nur einen einzigen Lebenszweck: Geld scheffeln, damit es seinen drei Kindern an nichts mangelt. Das verwöhnte Sprößlingstrio genießt das bequeme Leben im Überfluss und macht auch keine Anstalten das zu ändern.
Die Proteste der Bevölkerung hindern Stewart McBain daran, das als architektonisch wertvoll geltende Dutch House in Brooklyn abzureißen, welches einem Neubau weichen sollte. Seine erwachsenen Kinder Daphne, Chloe und Jimmy verspotten seinen Auftritt im Fernsehen, worauf Stewart die Schnauze voll hat und seine Kinder des Hauses verweist, damit sie lernen, auf eigenen Füßen zu stehen. Sie ziehen in das Dutch House ein, welches sie von ihrem Vater übereignet bekommen. Aus Geldmangel vermieten sie einige Wohnungen des heruntergekommenen Hauses. Zu den Mietern gehören der Modedesigner Lionel und der Zauberkünstler Shitty.
Chloe bereitet einen Kalender für ein Versicherungsunternehmen vor; einige Mitbewohner fungieren als Models. Währenddessen wird Stewarts Unternehmen insolvent und er verliert sein Haus. Seine Kinder nehmen ihn im Dutch House auf. Am Ende wird die Familie vereint und wieder vermögend.

## Kritiken
Roger Ebert schrieb in der Chicago Sun-Times vom 23. Februar 1990, der Film sollte nach den ursprünglichen Planungen in London gedreht werden, wo die Charaktere glaubwürdig wirken würden. Die Verlegung der Geschichte nach New York sei ein Fehler gewesen. Das Drehbuch weise britische Untertöne auf – vor allem in der Weise, in der die Charaktere gesehen würden. Die Charaktere von Stewart, Chloe, Lionel und Daphne seien nicht geeignet, das Publikum zu amüsieren; derer Verhalten sei für eine Komödie zu plausibel und normal.
Das Lexikon des internationalen Films schrieb, der Film bediene sich „des naiven Blicks eines modernen Märchens, um durchaus kritisch von den Werten der Großstadtmenschen am Ende des 20. Jahrhunderts zu erzählen“. Er schwanke „allzu unentschieden zwischen Gesellschaftssatire und Sozial-Märchen“, weswegen er „an inhaltlicher und menschlicher Tiefe“ einbüße. Die „guten schauspielerischen Leistungen“ können „Interesse wecken“.

## Auszeichnungen
Peter Suschitzky erhielt im Jahr 1991 für die Kameraarbeit den National Society of Film Critics Award.

## Hintergründe
Der Film wurde in New York City und in Toronto gedreht. Er kam in die Kinos der USA am 23. Februar 1990 und spielte dort ca. 1,1 Millionen US-Dollar ein. Am 14. November 2001 wurde er auf dem Thessaloniki International Film Festival gezeigt.